# Huajuapan de León
Heroica Ciudad de Huajuapan de León là một đô thị thuộc bang Oaxaca, México. Năm 2005, dân số của đô thị này là 57808 người.